# Ставек (Велюнський повіт)
Ставек (пол. Stawek) — село в Польщі, у гміні Чарножили Велюнського повіту Лодзинського воєводства.
Населення — 177 осіб (2011).
У 1975-1998 роках село належало до Серадзького воєводства.

## Демографія
Демографічна структура станом на 31 березня 2011 року:
|          | Загалом | Допрацездатний вік | Працездатний вік | Постпрацездатний вік |
| -------- | ------- | ------------------ | ---------------- | -------------------- |
| Чоловіки | 87      | 19                 | 58               | 10                   |
| Жінки    | 90      | 19                 | 45               | 26                   |
| Разом    | 177     | 38                 | 103              | 36                   |